# Finn Dahmen
Finn Dahmen (geboren op 27 maart 1998 in Wiesbaden) is een Duitse voetbalkeeper. Hij is speler van 1. FSV Mainz 05 en maakte ook deel uit van de Duitse nationale jeugdelftallen.

## Club loopbaan
Finn Dahmen werd in Wiesbaden, de hoofdstad van de deelstaat Hessen, geboren uit een Engelse moeder en kwam bij FC Bierstadt terecht, voordat hij naar Eintracht Frankfurt verhuisde. Later werd hij lid van de jeugdacademie (Nachwuchsleistungszentrum) van 1. FSV Mainz 05. Op 3 januari 2021 maakte Dahmen zijn profdebuut in de Bundesliga in de 2-5 nederlaag in de uitwedstrijd tegen FC Bayern München.

## Carrière bij de nationale ploeg
Finn Dahmen speelde op 9 november 2012 voor de Duitse nationale ploeg onder 15 jaar een vriendschappelijke wedstrijd tegen Zuid-Korea in een 1-0 overwinning. Twee jaar later, in 2014, maakte hij drie optredens voor het nationale team van de Bondsrepubliek onder-17 en maakte hij deel uit van de Duitse selectie voor het WK U-17 van 2015. Daarna maakte Dahmen deel uit van de selectie van het Duitse nationale elftal onder 18 jaar en speelde in drie wedstrijden in november 2015 en april 2016, voordat hij werd opgeroepen voor het nationale elftal van Duitsland onder 19 jaar. Hij maakte twee optredens in september en november 2016. In 2018 speelde Finn Dahmen drie keer voor het Duitse nationale onder-20 team.
Hij maakte zijn eerste optreden voor het Duitse nationale onder-21 team op 12 november 2020 in een 1-1 gelijkspel in de Braunschweig vriendschappelijke wedstrijd tegen Slovenië. Op het UEFA Europees kampioenschap onder-21 jaar 2021, vanwege de Coronapandemie ingedeeld in een groepsfase in maart 2021 en in een knock-outfase van 31 mei 2021 tot 6 juni 2021, was Dahmen de eerste keus doelman. Duitsland bereikte de finale en pakte de titel met een 1-0 overwinning tegen Portugal. Finn Dahman speelde in alle wedstrijden.